# Macrophagus
Macrophagus é um género de coleópteros da família Erotylidae.